# Pico del Arieiro
El Pico del Areeiro es un pico situado en la isla de Madeira. Con 1818 metros de altitud, es el tercero pico más alto de la isla, tras el Pico Ruivo (1861 m) y del Pico das Torres (1851 m).
El pico es la divisoria entre el municipio de Cámara de Lobos, Santana y Funchal y es accesible en automóvil. En las inmediaciones de la cumbre se encuentran la Estación de Radar n.º 4 de la Fuerza Aérea Portuguesa, el Centro Freira da Madeira Dr. Rui Silva, un café y una tienda de venta de souvenirs, así como un mirador. Desde el Pico del Areeiro parte un camino pedestre que comunica con el Pico Ruivo. 

Desde el Pico del Areeiro se observan otros lugares de la isla, como la Ponta de São Lourenço, el Curral das Freiras e incluso la isla de Porto Santo (si las condiciones meteorológicas son favorables). Durante el invierno el pico y las zonas circundantes pueden estar cubiertas de nieve, por lo que son objeto de visitas por parte de los habitantes de la isla.